# Iago (roi de Bretagne)
Pour les articles homonymes, voir Iago (homonymie).
Iago (roi de Bretagne)  est un roi légendaire de l’île de Bretagne (actuelle Grande-Bretagne), dont l’« histoire » est rapportée par Geoffroy de Monmouth dans son Historia regum Britanniae (vers 1135).

## Contexte
Iago est mentionné par Geoffroy de Monmouth comme le successeur de Sisillius Ier [Seisyll ap Gwrwst] et le neveu de Gurgustius [Gwrwst]. Il a lui même comme successeur Kinmarcus [Cynfarch], ,il ne donne aucune autre information sur lui . Le Brut y Brenhinedd reprend les mêmes éléments avec les formes galloises des noms.

## Sources
- (en) Peter Bartrum, A Welsh classical dictionary: people in history and legend up to about A.D. 1000, Aberystwyth, National Library of Wales, 1993, p. 428 IAGO, fictitious king of Britain. (721-711 B.C.)
- Geoffroy de Monmouth, Histoire des rois de Bretagne, Paris, Les Belles Lettres, 1993 (ISBN 2251339175).